# Przegląd Wiedzy Wojskowej
Przegląd Wiedzy Wojskowej – polski periodyk o tematyce wojskowej, ukazujący się w latach 1924–1925 sumptem Towarzystwa Wiedzy Wojskowej.
W przeglądzie tym zamieszczano rozprawy sekcji naukowych przy Zarządzie Głównym Towarzystwa Wiedzy Wojskowej. Ukazały się tylko 2 roczniki przeglądu: z lat 1924 i 1925. 
Redaktorem naczelnym był kpt. Julian Kozolubski.